# Essaie encore
Singles de Imen Es
Dernière fois
(2020) Fantôme
(2021)
Clip vidéo
[vidéo] « Essaie Encore », sur YouTube
Essaie encore est une chanson de la chanteuse française Imen Es, sortie le 28 mai 2021. Elle est écrite par Imen Es, Abou Debeing et Dadju. Le jour de la sortie du morceau, une lyrics vidéo du morceau a été publié sur la chaîne YouTube d'Imen Es.

## Accueil commercial
En France, Essaie encore se classe directement à la 5e place du classement général du SNEP dans la semaine du 4 juin 2021, lors de sa deuxième semaine.

## Clip vidéo
Le clip vidéo sort le 11 juin 2021 et a été tourné à Dubaï,.

## Liste de titres
| 1. | Essaie encore | 3:39 |

## Classements hebdomadaires
| Classement (2020) | Meilleure position |
| ----------------- | ------------------ |
| France (SNEP)     | 5                  |

## Certifications
| Région                                                                                                 | Certification | Ventes/Streams |
| --- | ------------- | -------------- |
| France (SNEP)                                                                                          | Platine       | 30 000 000*    |
| *Ventes selon la certification ^Mise en rayon selon la certification xNon précisé par la certification |               |                |

## Historique de sortie
| Pays   | Date        | Format                       | Label                                       | Réf.  |
| ------ | ----------- | ---------------------------- | ------------------------------------------- | ----- |
| Divers | 28 mai 2021 | - Téléchargement - streaming | Bendo Music, Indifférence Prod & Fulgu Prod | [ 6 ] |